# Drew O'Connor
Drew O'Connor (né le 9 juin 1998 à Chatham, État du New Jersey) est un joueur professionnel américain de hockey sur glace. Il évolue au poste d'attaquant.

## Biographie

### Carrière en club
O'Connor commence sa carrière junior avec les Junior Titans du New Jersey dans la NAHL en 2016-2017. De 2018 à 2020, il poursuit un cursus universitaire au Dartmouth College. Il évolue deux saisons avec les Big Green de Dartmouth dans le championnat NCAA. En 2020, il joue ses premiers matchs professionnels avec le Manglerud Star Ishockey dans la Fjordkraft-ligaen. Le 26 janvier 2021, il joue son premier match dans la Ligue nationale de hockey avec les Penguins de Pittsburgh chez les Bruins de Boston et enregistre sa première assistance. Le 16 octobre 2021, il marque son premier but face aux Blackhawks de Chicago.

### Carrière internationale
Il représente les États-Unis au niveau international.

## Statistiques

### En club
| Saison    | Équipe                            | Ligue             |    | Saison régulière | Saison régulière | Saison régulière | Saison régulière | Saison régulière |   | Séries éliminatoires | Séries éliminatoires | Séries éliminatoires | Séries éliminatoires | Séries éliminatoires |
| Saison    | Équipe                            | Ligue             | PJ | B                | A                | Pts              | Pun              | PJ               | B | A                    | Pts                  | Pun                  |                      |                      |
| 2016-2017 | Junior Titans du New Jersey       | NAHL              | 3  | 0                | 0                | 0                | 0                | -                | - | -                    | -                    | -                    |                      |                      |
| 2017-2018 | Jr. Bruins de Boston              | NCDC              | 49 | 13               | 26               | 39               | 12               | 6                | 0 | 5                    | 5                    | 2                    |                      |                      |
| 2018-2019 | Big Green de Dartmouth            | ECAC              | 34 | 17               | 9                | 26               | 14               | -                | - | -                    | -                    | -                    |                      |                      |
| 2019-2020 | Big Green de Dartmouth            | ECAC              | 31 | 21               | 12               | 33               | 42               | -                | - | -                    | -                    | -                    |                      |                      |
| 2020-2021 | Manglerud Star Ishockey           | Fjordkraft-ligaen | 7  | 6                | 4                | 10               | 8                | -                | - | -                    | -                    | -                    |                      |                      |
| 2020-2021 | Penguins de Wilkes-Barre/Scranton | LAH               | 20 | 7                | 12               | 19               | 14               | -                | - | -                    | -                    | -                    |                      |                      |
| 2020-2021 | Penguins de Pittsburgh            | LNH               | 10 | 0                | 1                | 1                | 2                | -                | - | -                    | -                    | -                    |                      |                      |
| 2021-2022 | Penguins de Wilkes-Barre/Scranton | LAH               | 33 | 12               | 20               | 32               | 19               | -                | - | -                    | -                    | -                    |                      |                      |
| 2021-2022 | Penguins de Pittsburgh            | LNH               | 22 | 3                | 2                | 5                | 4                | 2                | 0 | 0                    | 0                    | 0                    |                      |                      |
| 2022-2023 | Penguins de Wilkes-Barre/Scranton | LAH               | 20 | 8                | 14               | 22               | 18               | -                | - | -                    | -                    | -                    |                      |                      |
| 2022-2023 | Penguins de Pittsburgh            | LNH               | 46 | 5                | 6                | 11               | 12               | -                | - | -                    | -                    | -                    |                      |                      |
| 2023-2024 | Penguins de Pittsburgh            | LNH               | 79 | 16               | 17               | 33               | 20               | -                | - | -                    | -                    | -                    |                      |                      |
| 2024-2025 | Penguins de Pittsburgh            | LNH               | 53 | 6                | 10               | 16               | 16               | -                | - | -                    | -                    | -                    |                      |                      |
| 2024-2025 | Canucks de Vancouver              | LNH               | 31 | 4                | 5                | 9                | 18               | -                | - | -                    | -                    | -                    |                      |                      |

### En équipe nationale
| Année | Compétition          |    | PJ | B | A | Pts | Pun | +/-             |  | Résultat |
| 2023  | Championnat du monde | 10 | 3  | 5 | 8 | 0   | +8  | Quatrième place |  |          |
| 2025  | Championnat du monde | 10 | 1  | 3 | 4 | 2   | +6  | Médaille d'or   |  |          |